# After the Gold Rush
After the Gold Rush – trzeci solowy album nagrany przez Neila Younga w okresie od sierpnia 1969 r. do czerwca 1970 i wydany przez firmę nagraniową Reprise w 1970 r.

## Historia i charakter albumu
Okres ten był dla Neila Younga bardzo twórczym momentem w życiu. W ciągu stosunkowo krótkiego czasu wydał, łącznie z tym, trzy swoje solowe albumy oraz jako członek supergrupy Crosby, Stills, Nash and Young wydał znakomity album Déjà Vu. Po nagraniu After the Gold Rush problemy z kręgosłupem zmusiły go jednak do przerwy w działalności i następny longplay Harvest został wydany dopiero w 1972 r.
Pierwszym zamiarem Younga przy nagrywaniu tego albumu było połączenie sił grupy Crazy Horse i Crosby, Stills, Nash and Young. Jednak problemy zdrowotne gitarzysty Crazy Horse Danny’ego Whittena (heroinizm) zmusiły go do zmiany planów. W Sunset Sound Studios dokonano nagrania tylko jednego utworu "I Belive in You". Było to podczas zimowego tournée Younga, w czasie którego wystąpił w Fillmore East razem ze Steve’em Millerem i Milesem Davisem.
Ślady współpracy z Crazy Horse noszą jeszcze dwa inne utwory: "When You Dance You Can Really Love" oraz "Oh, Lonesome Me".
Ostatecznie większość albumu została nagrana w studiu w suterenie domu Neila Younga w Topanga Canyon w Kalifornii. Ze strony CSN & Y w nagraniach wzięli udział Steve Stills i basista Greg Reeves.
Po wydaniu album spotkał się raczej z negatywnym przyjęciem krytyki, nawet w tak markowych magazynach jak Rolling Stone. Jednak z biegiem czasu płyta ta zaczęła być traktowana jako kamień milowy na drodze rozwoju artystycznego Younga i jeden z najlepszych albumów w historii muzyki rockowej.

## Oceny i wpływy albumu
- W 1998 czytelnicy magazynu Q w czasie głosowania wybrali After the Gold Rush 89 największym albumem wszech czasów.
- W 2003 album został sklasyfikowany na 71. miejscu listy 500 albumów wszech czasów magazynu Rolling Stone[3].
- Pitchfork Media umieściły album na 99 pozycji na liście z 2004 r. 100 najlepszych albumów lat 1970.[4].
- Znalazł się na 92 pozycji po ankiecie przeprowadzonej w 2005 przez kanał brytyjskiej TV Channel 4 w celu wybrania 100 największych albumów wszech czasów.
- W 2005 r. czytelnicy pisma Chart Magazine umieścili album na 5 pozycji w kategorii najlepszych albumów kanadyjskich.
- W 2006 r. magazyn Time umieścił go jako jeden ze 100 albumów wszech czasów[5].
- Zajął trzecią pozycję w książce Boba Mersereau z 2007 r. The Top 100 Canadian Albums.
- Na stronie internetowej Rate Your Music.com zajął 2. miejsce w albumach z roku 1970, 10. miejsce z całych lat 70. i 31. miejsce wśród albumów wszech czasów.

## Muzycy
- Neil Young – gitara, wokal, harmonijka, pianino, wibrafon
- Danny Whitten – gitara, wokal
- Jack Nitzsche – pianino
- Nils Lofgren – pianino, wokal
- Steve Stills – wokal
- Billy Talbott – gitara basowa
- Greg Reeves – gitara basowa
- Ralph Molina – perkusja, wokal

## Spis utworów
| 1.  | Tell Me Why                        | 2:54  |
|     |                                    |       |
| 2.  | After the Gold Rush                | 3:45  |
|     |                                    |       |
| 3.  | Only Love Can Break Your Heart     | 3:05  |
|     |                                    |       |
| 4.  | Southern Man                       | 5:41  |
|     |                                    |       |
| 5.  | Till the Morning Comes             | 1:17  |
|     |                                    |       |
| 6.  | Oh, Lonesome Me (Don Gibson)       | 3:47  |
|     |                                    |       |
| 7.  | Don't Let It Bring You Down        | 2:56  |
|     |                                    |       |
| 8.  | Birds                              | 2:34  |
|     |                                    |       |
| 9.  | When You Dance You Can Really Love | 3:44  |
|     |                                    |       |
| 10. | I Believe in You                   | 2:24  |
|     |                                    |       |
| 11. | Cripple Creek Ferry                | 1:34  |
|     |                                    |       |
|     |                                    | 33:41 |
|     |                                    |       |

## Opis płyty
- Producent – Neil Young, David Briggs z Kendallem Paciosem
- Inżynier dźwięku – David Briggs
- Data nagrania – sierpień 1969-czerwiec 1970
- Miejsce nagrania – Sunset Sound Studios, Hollywood, Los Angeles; suterena domu Younga w Topanga Canyon w Kalifornii
- Długość – 33 min. 41 sek.
- Kierownictwo – Elliot Robert, Lookout Management
- Kierownik artystyczny – Gary Burden
- Zdjęcia – Joel Bernstein
- Firma nagraniowa – Reprise
- Numer katalogowy – 2283-2

## Listy przebojów

### Album
| Rok  | Lista                    | Pozycja |
| ---- | ------------------------ | ------- |
| 1970 | Billboard. Albumy popowe | 8       |

### Single
| Rok  | Singel                           | Lista                    | Pozycja |
| ---- | -------------------------------- | ------------------------ | ------- |
| 1970 | "Only Love Can Break Your Heart" | Billboard. Single popowe | 33      |

| Rok  | Singel                               | Lista                    | Pozycja |
| ---- | ------------------------------------ | ------------------------ | ------- |
| 1970 | "When You Dance You Can Really Love" | Billboard. Single popowe | 93      |